# PELI1

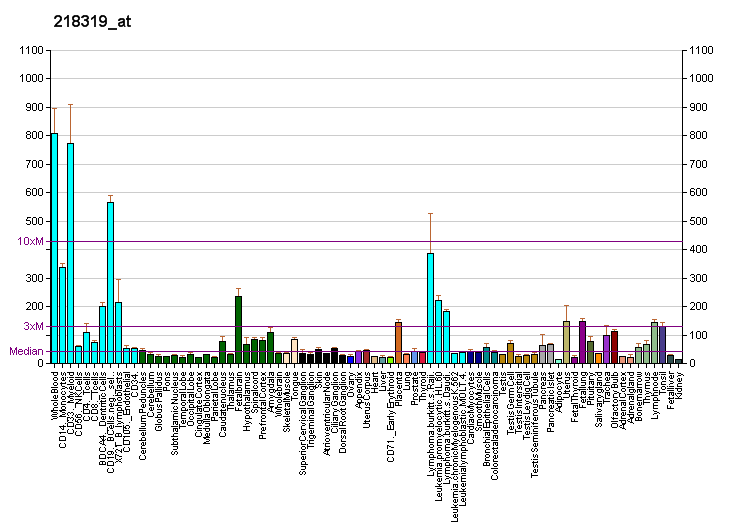
Patrón de expresión genética del gen PELI1.

El homólogo 1 de proteína pellino es una proteína que en humanos está codificada por el gen PELI1. Es una ubicuitina ligasa que cataliza la unión covalente de restos de ubicuitina en proteínas sustrato. Involucrado en las vías de señalización de TLR e IL-1 a través de la interacción con el complejo que contiene quinasas IRAK y TRAF6. Media la poliubicuitinación unida a 'Lys-63' de IRAK1 que permite la activación posterior de NF-kappa-B. Media la poliubicuitinación ligada a 'Lys-48' de RIPK3 que conduce a su posterior degradación dependiente del proteasoma; preferentemente reconoce y media la degradación de la forma fosforilada 'Thr-182' de RIPK3. Regula negativamente la necroptosis al reducir la expresión de RIPK3. Media la ubicuitinación ligada a 'Lys-63' de RIPK1.